# Giro di Svizzera 1955
Il Giro di Svizzera 1955, diciannovesima edizione della corsa, si svolse dall'11 al 18 giugno 1955 per un percorso di 1 648 km, con partenza e arrivo a Zurigo. Il corridore svizzero Hugo Koblet si aggiudicò la corsa concludendo in 47h27'41".
Dei 78 ciclisti alla partenza arrivarono al traguardo in 58, mentre 20 si ritirarono.

## Tappe
| Tappa  | Data      | Percorso                             | km    | Vincitore di tappa | Leader cl. generale |
| ------ | --------- | ------------------------------------ | ----- | ------------------ | ------------------- |
| 1ª     | 11 giugno | Zurigo > Baden                       | 218   | Fritz Schär        | Fritz Schär         |
| 2ª     | 12 giugno | Baden > Delémont                     | 220   | Hugo Koblet        | Fritz Schär         |
| 3ª     | 13 giugno | Delémont > Ginevra                   | 234   | Edgard Sorgeloos   | Edgard Sorgeloos    |
| 4ª     | 14 giugno | Ginevra > Sion                       | 268   | Arrigo Padovan     | Hugo Koblet         |
| 5ª     | 15 giugno | Sion > Locarno                       | 202   | Ferdi Kübler       | Hugo Koblet         |
| 6ª     | 16 giugno | Locarno > Bad Ragaz                  | 188   | René Strehler      | Hugo Koblet         |
| 7ª     | 17 giugno | Bad Ragaz > Lucerna                  | 235   | Marcel Ernzer      | Hugo Koblet         |
| 8ª     | 18 giugno | Lucerna > Zurigo (cron. individuale) | 83    | Jean Brankart      | Hugo Koblet         |
| Totale | Totale    | Totale                               | 1 648 |                    |                     |

## Dettagli delle tappe

### 1ª tappa
- 11 giugno: Zurigo > Baden – 218 km

Risultati
| Pos. | Corridore      | Squadra  | Tempo    |
| ---- | -------------- | -------- | -------- |
| 1    | Fritz Schär    | Svizzera | 5h52'18" |
| 2    | Stan Ockers    | Belgio   | a 32"    |
| 3    | Arrigo Padovan | Italia   | s.t.     |

### 2ª tappa
- 12 giugno: Baden > Delémont – 220 km

Risultati
| Pos. | Corridore   | Squadra  | Tempo    |
| ---- | ----------- | -------- | -------- |
| 1    | Hugo Koblet | Svizzera | 5h50'21" |
| 2    | Stan Ockers | Belgio   | a 30"    |
| 3    | Jean Brun   | Svizzera | s.t.     |

### 3ª tappa
- 13 giugno: Delémont > Ginevra – 234 km

Risultati
| Pos. | Corridore        | Squadra  | Tempo    |
| ---- | ---------------- | -------- | -------- |
| 1    | Edgard Sorgeloos | Belgio   | 6h54'11" |
| 2    | Rolf Graf        | Svizzera | a 30"    |
| 3    | Hans Hollenstein | Svizzera | a 36"    |

### 4ª tappa
- 14 giugno: Ginevra > Sion – 268 km

Risultati
| Pos. | Corridore      | Squadra  | Tempo    |
| ---- | -------------- | -------- | -------- |
| 1    | Arrigo Padovan | Italia   | 8h02'27" |
| 2    | Hugo Koblet    | Svizzera | a 30"    |
| 3    | Stan Ockers    | Belgio   | a 31"    |

### 5ª tappa
- 15 giugno: Sion > Locarno – 202 km

Risultati
| Pos. | Corridore    | Squadra  | Tempo    |
| ---- | ------------ | -------- | -------- |
| 1    | Ferdi Kübler | Svizzera | 5h51'48" |
| 2    | Hugo Koblet  | Svizzera | a 30"    |
| 3    | Stan Ockers  | Belgio   | s.t.     |

### 6ª tappa
- 16 giugno: Locarno > Bad Ragaz – 188 km

Risultati
| Pos. | Corridore        | Squadra  | Tempo    |
| ---- | ---------------- | -------- | -------- |
| 1    | René Strehler    | Svizzera | 5h51'19" |
| 2    | Edgard Sorgeloos | Belgio   | s.t.     |
| 3    | Hugo Koblet      | Svizzera | s.t.     |

### 7ª tappa
- 17 giugno: Bad Ragaz > Lucerna – 235 km

Risultati
| Pos. | Corridore     | Squadra     | Tempo    |
| ---- | ------------- | ----------- | -------- |
| 1    | Marcel Ernzer | Lussemburgo | 6h56'32" |
| 2    | Jean Brankart | Belgio      | a 42"    |
| 3    | Ferdi Kübler  | Svizzera    | a 45"    |

### 8ª tappa
- 18 giugno: Lucerna > Zurigo – Cronometro individuale – 83 km

Risultati
| Pos. | Corridore     | Squadra  | Tempo    |
| ---- | ------------- | -------- | -------- |
| 1    | Jean Brankart | Belgio   | 2h05'14" |
| 2    | Hugo Koblet   | Svizzera | a 5"     |
| 3    | Ferdi Kübler  | Svizzera | a 3'01"  |

## Classifiche finali

### Classifica generale
| Pos. | Corridore        | Squadra     | Tempo     |
| ---- | ---------------- | ----------- | --------- |
| 1    | Hugo Koblet      | Svizzera    | 47h27'41" |
| 2    | Stan Ockers      | Belgio      | a 5'48"   |
| 3    | Carlo Clerici    | Svizzera    | a 6'16"   |
| 4    | Ferdi Kübler     | Svizzera    | a 8'26"   |
| 5    | Jean Brankart    | Belgio      | a 8'47"   |
| 6    | Max Schellenberg | Svizzera    | a 10'03"  |
| 7    | Arrigo Padovan   | Italia      | a 16'56"  |
| 8    | Guido Boni       | Italia      | a 17'16"  |
| 9    | Marcel Huber     | Svizzera    | a 17'57"  |
| 10   | Jan Nolten       | Paesi Bassi | a 18'40"  |

### Classifica scalatori
| Pos. | Corridore        | Squadra  | Punti |
| ---- | ---------------- | -------- | ----- |
| 1    | Hugo Koblet      | Svizzera | 34    |
| 2    | Carlo Clerici    | Svizzera | 31    |
| 3    | Hans Hollenstein | Svizzera | 30    |
| 4    | Guido Boni       | Italia   | 30    |
| 5    | Max Schellenberg | Svizzera | 30    |